# Arycanda hypanis
Arycanda hypanis là một loài bướm đêm trong họ Geometridae.